# 요리스 마테이선
요리스 마테이선(네덜란드어: Joris Mathijsen, 1980년 4월 5일 ~ )은 네덜란드의 전 축구 선수이다. 2006년과 2010년 FIFA 월드컵에 참가해 주전으로 뛰어 2010년에 팀이 준우승을 하는데 기여하였다.
1999년 2월 27일에 빌럼 II 틸뷔르흐에 정식으로 데뷔해 6시즌을 뛴 후 AZ 알크마르로 이적하였다. 2006년에 팀이 에레디비시 준우승을 한 뒤에 나이젤 더 용과 라파얼 판 데르 파르트를 따라 함부르거 SV로 이적하였다. 그는 2007년 10월 20일에 팀의 통산 2,500번째 골을 넣었고, 이후 2011년까지 뛰었다. 2011년 6월 말라가로 이적하였다.
2004년 11월 17일에는 국가대표팀에 데뷔를 한 이후, 2006년 FIFA 월드컵에 참가하였지만, 네덜란드는 16강에 그쳤다. UEFA 유로 2008에서는 거스 히딩크 감독이 이끌던 러시아에 패하여 8강에서 탈락하였다. 2010년 FIFA 월드컵에서는 모든 경기에 출전하였지만, 네덜란드는 결승전에서 스페인에 패하여 준우승에 머물렀다.